# Lets voetbalkampioenschap 1954
In 1954 werd het 11e voetbalseizoen gespeeld van de Letse SSR, voorheen was Letland onafhankelijk en speelden de clubs in de  Virslīga. 
Sarkanais Metalurgs werd voor 6e keer kampioen. 

## Stand
| Pos | Team                | Wed | W  | G | V  | Ptn | DV | DT | +/− |
| --- | ------------------- | --- | -- | - | -- | --- | -- | -- | --- |
| 1   | Sarkanais Metalurgs | 18  | 18 | 0 | 0  | 36  | 76 | 6  | +70 |
| 2   | VEF                 | 18  | 12 | 2 | 4  | 26  | 58 | 22 | +36 |
| 3   | Darba Rezerves      | 18  | 11 | 0 | 7  | 22  | 47 | 40 | +7  |
| 4   | Dinamo Rīga         | 18  | 7  | 5 | 6  | 19  | 29 | 26 | +3  |
| 5   | Vulkans             | 18  | 9  | 1 | 8  | 19  | 29 | 29 | 0   |
| 6   | FK Ventspils        | 18  | 8  | 2 | 8  | 18  | 38 | 39 | −1  |
| 7   | RER                 | 18  | 7  | 4 | 7  | 18  | 27 | 29 | −2  |
| 8   | Daugava Talsi       | 18  | 5  | 4 | 9  | 14  | 25 | 54 | −29 |
| 9   | Spartak Riga        | 18  | 1  | 3 | 14 | 5   | 13 | 53 | −40 |
| 10  | Daugava Tukums      | 18  | 1  | 1 | 16 | 3   | 13 | 57 | −44 |

## Kampioen
| Virslīga 1954                           |
| Letland                                 |
| --------------------------------------- |
| Sarkanais Metalurgs Kampioen (6° titel) |